# Calosphenisca ndomae
Calosphenisca ndomae är en tvåvingeart som beskrevs av Albany Hancock och Drew 2003. Calosphenisca ndomae ingår i släktet Calosphenisca och familjen borrflugor. Inga underarter finns listade.